# Oparzenia przełyku
Oparzenia przełyku (łac. combustio oesophagi) – ubytki błony śluzowej przełyku powstałe w wyniku celowego bądź przypadkowego spożycia substancji żrących (najczęściej) – oparzenie chemiczne lub w wyniku wypicia wrzątku – oparzenie termiczne.

## Etiopatogeneza
Oparzenia przełyku występują najczęściej w przypadku spożycia silnych kwasów lub zasad zawartych w detergentach i środkach czystości.
W wyniku spożycia zasady występuje głęboka martwica rozpływna przełyku. Dodatkowo dochodzi do reakcji chemicznej z kwasem solnym zawartym w żołądku.
Oparzenie kwasem prowadzi do powierzchniowej martwicy skrzepowej.
Oparzenia chemiczne często występują w wieku dziecięcym. Zazwyczaj są spowodowane niewłaściwym zabezpieczeniem lub przechowywaniem środków chemicznych. Oparzenia chemiczne mogą występować także u dorosłych po nieumyślnym lub zamierzonym spożyciu substancji chemicznej. Rozległość oparzenia chemicznego przełyku zależy od:
- rodzaju spożytej substancji chemicznej
- objętości spożytej
- pH
- konsystencji (płynna, granulki, proszek)
- stężenia
- czasu kontaktu substancji z błoną śluzową
- wieku poszkodowanego

Do 4. dnia od oparzenia charakterystyczna jest ostra martwica błony śluzowej przełyku oraz nasilone zmiany zapalne. Od 5. do 14. dnia następuje oddzielanie tkanek martwiczo zmienionych i tworzenie owrzodzeń z następczym ziarninowaniem. W tym okresie jest największe ryzyko perforacji gdyż ściana przełyku jest bardzo podatna na urazy. Od 15. dnia do 3 miesięcy po oparzeniu następuje wytworzenie blizny. Możliwe jest powstanie zwężeń i upośledzenie kurczliwości przełyku.
Oparzenie przełyku zwiększa ryzyko rozwoju raka przełyku – po 40 latach od urazu ryzyko jest ok. 1000 razy większe niż w populacji ogólnej.
Oparzenia termiczne zdarzają się rzadko. Zwykle nie dochodzi do połknięcia wrzącego płynu – oparzenia dotyczą głównie jamy ustnej i gardła. Zwykle goją się bez powikłań i nie powodują trwałych następstw pod postacią zwężeń.

## Klasyfikacja oparzeń chemicznych przełyku
Często stosowaną klasyfikacją jest podział oparzeń według Zargara. Oparty jest on na zmianach endoskopowych błony śluzowej.
0 – brak zmian w endoskopii
I – przekrwienie i obrzęk błony śluzowej
IIa – błona śluzowa jest krucha z wybroczynami i nadżerkami; mogą być widoczne także błony rzekome oraz płytkie owrzodzenia
IIb – jak w IIa oraz dodatkowo występują okrężne i głębokie owrzodzenia
IIIa – występują masywne, zlewne owrzodzenia i drobne ogniska martwicy
IIIb – jak w IIIa i duże ogniska martwicy

## Objawy
- ból i pieczenie w jamie ustnej i gardle
- dolegliwości bólowe w nadbrzuszu i za mostkiem
- widoczne ślady oparzeń w okolicach jamy ustnej
- wymioty czasami krwawe
- ślinotok
- dysfagia
- odynofagia
- skurcz lub obrzęk krtani, chrypka
- zaburzenia oddychania

Po pewnym czasie dołączają się: odwodnienie, gorączka i tachykardia. Jeśli dojdzie do zapalenia śródpiersia, pojawiają się następujące objawy:
- wysoka gorączka

- duszność
- dreszcze
- poty
- wstrząs[1]

## Rozpoznanie
Rozpoznanie stawia się na podstawie wywiadu, badania przedmiotowego oraz badań dodatkowych. Należą do nich:
- RTG przeglądowe klatki piersiowej i jamy brzusznej, celem wykluczenia perforacji przełyku
- RTG przełyku z kontrastem (tylko jonowym!) np. gastrografina lub uropolina w przypadku dużego podejrzenia perforacji ściany przełyku
- ezofagoskopia – powinna być wykonana w ciągu 48-72 godzin od oparzenia; nie wcześniej niż po 12 godzinach, gdyż wtedy dopiero zmiany endoskopowe stają się widoczne. Wykonanie ezofagoskopii przez 12 godzinami nie jest także zalecane z powodu dużego prawdopodobieństwa uszkodzenia ściany przełyku i spowodowania perforacji ściany. Poziom uszkodzenia przełyku przez substancję żrącą określa się w stopniach:

1. Przekrwienie i obrzęk błony śluzowej.
2. Nadżerki i owrzodzenia z błoniastym wysiękiem.
3. Głębokie, penetrujące owrzodzenia i ogniska martwicy.

Zmiany oparzeniowe lub ich brak w obrębie jamy ustnej i gardła nie przesądzają o rozległości zmian w błonie śluzowej przełyku.
Diagnostyka oparzeń chemicznych przełyku wymaga ponadto badań toksykologicznych oraz badania krwi z rozmazem (wykluczenie hemolizy i moczu oraz badania gospodarki wodno-elektrolitowej (sód i potas).

### Rozpoznanie różnicowe
Uszkodzenia przełyku o innej etiologii:
- radioterapia okolic śródpiersia
- chemioterapia
- zapalenie polekowe – antybiotyki (doksycyklina), niesteroidowe leki przeciwzapalne, preparaty żelaza
- infekcyjne zapalenia przełyku – wirus opryszczki pospolitej, wirus cytomegalii

## Leczenie
Chory po spożyciu substancji żrącej zawsze wymaga hospitalizacji na oddziale obserwacyjnym, ostrych zatruć lub w ciężkich przypadkach na oddziale intensywnej terapii.
Należy podać do wypicia płyny obojętne (woda, mleko) w celu rozcieńczenia substancji żrącej. Nie można neutralizować substancji żrących środkami roztworami o wyraźnie różniącym się pH, gdyż zachodząca reakcja będzie miała silnie egzotermiczny charakter i będzie powodować dalsze uszkodzenia tkanek. Nie można także prowokować wymiotów, ani wykonywać płukania żołądka – możliwe wtórne uszkodzenie ściany przełyku!
W fazie ostrej wskazane jest żywienie pozajelitowe.
Przeciwwskazane jest zakładanie sondy odżywczej do żołądka, gdyż mogłaby ona spowodować pogłębienie istniejących zmian poprzez wytworzenie odleżyn w ścianie przełyku. W lekkich oparzenia (I, IIa) możliwe jest odżywianie z zastosowaniem płynnej i papkowatej diety. W cięższych stopniach  preferuje się założenie gastrostomii lub jejunostomii. Ze środków farmakologicznych powinno się podać leki przeciwbólowe, leki hamujące wydzielanie żołądkowe, antybiotyki (przez 10-14 dni) o szerokim spektrum działania obejmującym także swoim spektrum bakterie beztlenowe. Nie można zapominać także o podawaniu leków uspokajających. Stosowanie glikokortykosteroidów jest kontrowersyjne – nie ma dowodów na to, że steroidoterapia jest skuteczna. Niektórzy autorzy uważają, że podawanie glikokortykosteroidów w ciężkich oparzeniach przełyku zmniejsza częstość występowania powikłań pod postacią zwężenia przełyku. Standardowo podaje się je przez 3-4 tygodnie stopniowo potem odstawiając.
Po 2-3 tygodniach wskazane jest wykonanie kontrolnej ezofagoskopii najczęściej na oddziałach otolaryngologicznych, celem oceny skutków oparzenia i powikłań.

## Powikłania
Powikłania wczesne:
- perforacja przełyku lub żołądka – najczęstsze ostre powikłanie. Leczenie – operacyjne.
- zapalenie śródpiersia, płuc lub otrzewnej
- posocznica

Powikłania późne:
- zwężenie przełyku – najczęstsze późne powikłanie. Leczenie polega na endoskopowym poszerzaniu przełyku za pomocą sond o różnej średnicy (ezofagoskopia + sondy), wykonywanym najczęściej na oddziałach otolaryngologicznych. Mechaniczne poszerzanie przełyku wykonuje się 8-12 dni od oparzenia lub 2-3 tygodnie po oparzeniu. W skrajnych przypadkach konieczna jest gastrostomia lub częściowa resekcja z rekonstrukcją przełyku (uzupełnienie ciągłości przełyku wstawką z jelita grubego).
- przełyk Barreta
- uchyłki przełyku
- zaburzenia motoryki przełyku
- rak przełyku

## Rokowanie
Oparzenia I stopnia rokują dobrze. W II i III stopniu może dojść do rozwoju powikłań.

## Klasyfikacja ICD10
| kod ICD10     | nazwa choroby                                                |
| ------------- | ------------------------------------------------------------ |
| ICD-10: T28   | Oparzenia termiczne i chemiczne innych narządów wewnętrznych |
| ICD-10: T28.1 | Oparzenie termiczne przełyku                                 |
| ICD-10: T28.6 | Oparzenie chemiczne przełyku                                 |